# Олиярники
Олиярники (укр. Оліярники) — село в Рава-Русской городской общине Львовского района Львовской области Украины.
Население по переписи 2001 года составляло 121 человек. Занимает площадь 6,4 км². Почтовый индекс — 80330. Телефонный код — 3252.